# Red Bull Racing RB14
Der Red Bull Racing RB14 ist der Formel-1-Rennwagen von Aston Martin Red Bull Racing für die Formel-1-Weltmeisterschaft 2018. Er ist der 14. Formel-1-Wagen des Teams und wurde am 19. Februar 2018 in Silverstone präsentiert.

## Technik und Entwicklung
Wie alle Formel-1-Fahrzeuge des Jahres 2018 ist der RB14 ein hinterradangetriebener Monoposto mit einem Monocoque aus kohlenstofffaserverstärktem Kunststoff (CFK). Außer dem Monocoque bestehen viele weitere Teile des Fahrzeugs, darunter die Karosserieteile und das Lenkrad aus CFK. Auch die Bremsscheiben sind aus einem hitzebeständigen kohlenstofffaserverstärktem Verbundmaterial.
Da das technische Reglement zur Saison 2018 weitgehend stabil blieb, ist das Fahrzeug größtenteils aus dem Vorgänger Red Bull RB13 weiter entwickelt.
Angetrieben wird der RB14 von einem in Fahrzeugmitte montierten 1,6-Liter-V6-Motor von Renault mit einem Turbolader sowie einem 120 kW starken Elektromotor, es ist also ein Hybridelektrokraftfahrzeug. Das sequentielle Getriebe des Wagens von Red Bull Racing hat acht Gänge. Der Gangwechsel wird über Schaltwippen am Lenkrad ausgelöst. Das Fahrzeug hat nur zwei Pedale, ein Gaspedal (rechts) und ein Bremspedal (links). Genau wie viele andere Funktionen wird die Kupplung, die nur beim Anfahren aus dem Stand verwendet wird, über einen Hebel am Lenkrad bedient.
Die Gesamtbreite des Fahrzeugs beträgt 2000 mm, die Breite zwischen Vorder- und Hinterachse 1600 mm, die Höhe 950 mm. Der Frontflügel hat eine Breite von 1800 mm, der Heckflügel von 950 mm sowie eine Höhe von 800 mm ändert. Der Diffusor hat eine Gesamthöhe von 175 mm sowie eine Breite von 1050 mm. Der Wagen ist mit 305 mm breiten Vorderreifen und mit 405 mm breiten Hinterreifen des Einheitslieferantes Pirelli ausgestattet, die auf 13-Zoll-Rädern montiert sind.
Der RB14 hat, wie alle Formel-1-Fahrzeuge seit 2011, ein Drag Reduction System (DRS), das durch Flachstellen eines Teils des Heckflügels den Luftwiderstand des Fahrzeugs auf den Geraden verringert, wenn es eingesetzt werden darf. Auch das DRS wird mit einem Schalter am Lenkrad des Wagens aktiviert.
Anders als sein Vorgängermodell, ist der RB14 mit dem Halo-System ausgestattet, das einen zusätzlichen Schutz für den Kopf des Fahrers bietet. Durch dieses System erhöht sich das Gewicht des Fahrzeugs auf 733 kg. Die auffällige Finne an der Motorabdeckung, die das Vorgängermodell hatte, fehlt wegen einer Änderung des technischen Reglements.

## Lackierung und Sponsoring
Der RB14 war bei der Präsentation überwiegend in Dunkelblau lackiert und mit silbernen Sponsorenaufklebern versehen. Bei den Testfahrten vor der Saison war er überwiegend in Dunkelblau und Gelb, jeweils in matten Farbtönen, lackiert.
Es werben Aston Martin, AT&T, Citrix, ExxonMobil (mit den Marken Esso und Mobil 1), Pirelli, Puma, Rauch, Red Bull und TAG Heuer auf dem Fahrzeug.

## Fahrer
Red Bull Racing trat in der Saison 2018 wieder mit den Fahrern Daniel Ricciardo und Max Verstappen an.

## Ergebnisse
| Fahrer                          | Nr.                             | 1 | 2   | 3 | 4   | 5 | 6 | 7 | 8 | 9   | 10  | 11  | 12  | 13  | 14  | 15 | 16 | 17 | 18  | 19  | 20 | 21 | Punkte | Rang |
| ------------------------------- | ------------------------------- | - | --- | - | --- | - | - | - | - | --- | --- | --- | --- | --- | --- | -- | -- | -- | --- | --- | -- | -- | ------ | ---- |
| Formel-1-Weltmeisterschaft 2018 | Formel-1-Weltmeisterschaft 2018 |   |     |   |     |   |   |   |   |     |     |     |     |     |     |    |    |    |     |     |    |    | 419    | 3.   |
| D. Ricciardo                    | 03                              | 4 | DNF | 1 | DNF | 5 | 1 | 4 | 4 | DNF | 5   | DNF | 4   | DNF | DNF | 6  | 6  | 4  | DNF | DNF | 4  | 4  | 419    | 3.   |
| M. Verstappen                   | 33                              | 6 | DNF | 5 | DNF | 3 | 9 | 3 | 2 | 1   | 15* | 4   | DNF | 3   | 5   | 2  | 5  | 3  | 2   | 1   | 2  | 3  | 419    | 3.   |

| Legende  | Legende            | Legende                                                          |
| Farbe    | Abkürzung          | Bedeutung                                                        |
| -------- | ------------------ | ---------------------------------------------------------------- |
| Gold     | –                  | Sieg                                                             |
| Silber   | –                  | 2. Platz                                                         |
| Bronze   | –                  | 3. Platz                                                         |
| Grün     | –                  | Platzierung in den Punkten                                       |
| Blau     | –                  | Klassifiziert außerhalb der Punkteränge                          |
| Violett  | DNF                | Rennen nicht beendet (did not finish)                            |
| Violett  | NC                 | nicht klassifiziert (not classified)                             |
| Rot      | DNQ                | nicht qualifiziert (did not qualify)                             |
| Rot      | DNPQ               | in Vorqualifikation gescheitert (did not pre-qualify)            |
| Schwarz  | DSQ                | disqualifiziert (disqualified)                                   |
| Weiß     | DNS                | nicht am Start (did not start)                                   |
| Weiß     | WD                 | zurückgezogen (withdrawn)                                        |
| Hellblau | PO                 | nur am Training teilgenommen (practiced only)                    |
| Hellblau | TD                 | Freitags-Testfahrer (test driver)                                |
| ohne     | DNP                | nicht am Training teilgenommen (did not practice)                |
| ohne     | INJ                | verletzt oder krank (injured)                                    |
| ohne     | EX                 | ausgeschlossen (excluded)                                        |
| ohne     | DNA                | nicht erschienen (did not arrive)                                |
| ohne     | C                  | Rennen abgesagt (cancelled)                                      |
| ohne     | keine WM-Teilnahme |                                                                  |
| sonstige | P/fett             | Pole-Position                                                    |
| sonstige | 1/2/3/4/5/6/7/8    | Punktplatzierung im Sprint-/Qualifikationsrennen                 |
| sonstige | SR/kursiv          | Schnellste Rennrunde                                             |
| sonstige | *                  | nicht im Ziel, aufgrund der zurückgelegten Distanz aber gewertet |
| sonstige | ()                 | Streichresultate                                                 |
| sonstige | unterstrichen      | Führender in der Gesamtwertung                                   |